# Rhodospatha
Rhodospatha — рід рослин родини ароїдних. Його батьківщиною є Південна Америка, Центральна Америка та південна Мексика.

## Види
1. Rhodospatha acosta-solisii Croat — Перу
2. Rhodospatha arborescens Temponi & Croat — Мінас-Жерайс
3. Rhodospatha badilloi G.S.Bunting — Венесуела
4. Rhodospatha bolivarana G.S.Bunting — штат Болівар на південному сході Венесуели
5. Rhodospatha boliviensis Engl. & K.Krause — Болівія
6. Rhodospatha brachypoda G.S.Bunting — Венесуела, Перу, Еквадор, Болівія, Гвіани
7. Rhodospatha brent-berlinii Croat — Перу
8. Rhodospatha cardonae G.S.Bunting — штат Амазонас на півдні Венесуели
9. Rhodospatha densinervia Engl. — Колумбія, Еквадор
10. Rhodospatha dissidens Sodiro — Еквадор
11. Rhodospatha falconensis G.S.Bunting — штат Фалькон на північному заході Венесуели
12. Rhodospatha forgetii N.E.Br. — Коста-Рика
13. Rhodospatha guasareensis G.S.Bunting — Колумбія, штат Сулія на північному заході Венесуели
14. Rhodospatha herrerae Croat & P.Huang — Колумбія
15. Rhodospatha katipas Croat — Перу
16. Rhodospatha kraenzlinii Sodiro — Еквадор
17. Rhodospatha latifolia Poepp. — Бразилія, Болівія, Перу, Еквадор, Колумбія, Венесуела, Гаяна, Французька Гвіана
18. Rhodospatha monsalveae Croat & D.C.Bay — Valle del Cauca в Колумбії
19. Rhodospatha moritziana Schott — Коста-Рика, Панама, Перу, Еквадор, Колумбія, Венесуела
20. Rhodospatha mukuntakia Croat — Болівія, Перу, Еквадор, Колумбія
21. Rhodospatha oblongata Poepp. — Бразилія, Перу, Колумбія, Венесуела, Гвіани
22. Rhodospatha pellucida Croat & Grayum — Коста-Рика, Панама, Нікарагуа, Еквадор, Колумбія
23. Rhodospatha perezii G.S.Bunting — північний захід Венесуели
24. Rhodospatha piushaduka Croat — Перу
25. Rhodospatha robusta Sodiro — Еквадор
26. Rhodospatha statutii Sodiro — Еквадор
27. Rhodospatha steyermarkii G.S.Bunting — штат Сукре на північному сході Венесуели
28. Rhodospatha venosa Gleason — північно-західна Бразилія, Перу, Колумбія, Венесуела, Гвіани
29. Rhodospatha wendlandii Schott — Табаско, Центральна Америка, Перу, Колумбія, Венесуела